# Peter Behrens

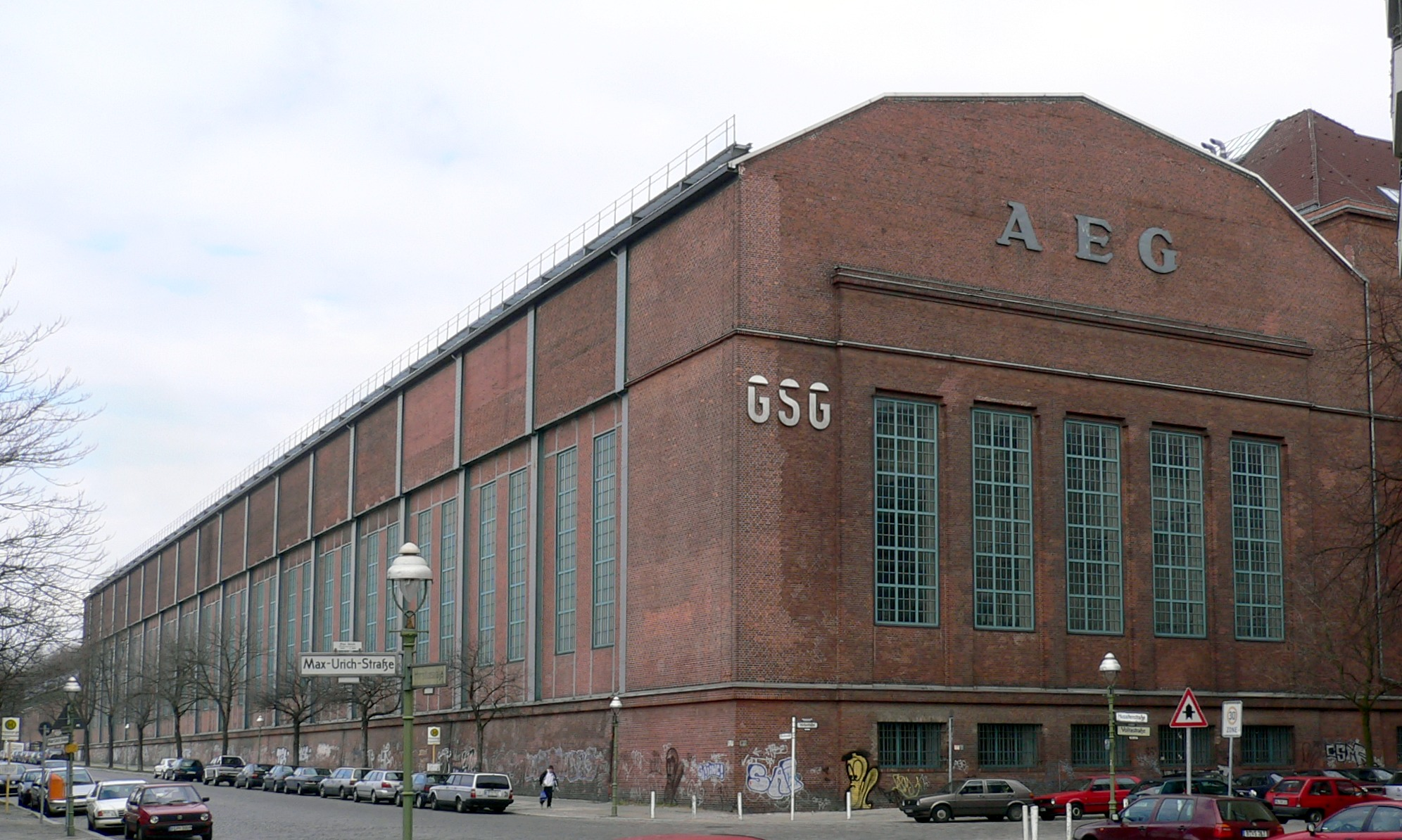
Verkstadshall för AEG i stadsdelen Wedding i Berlin, uppförd 1912.

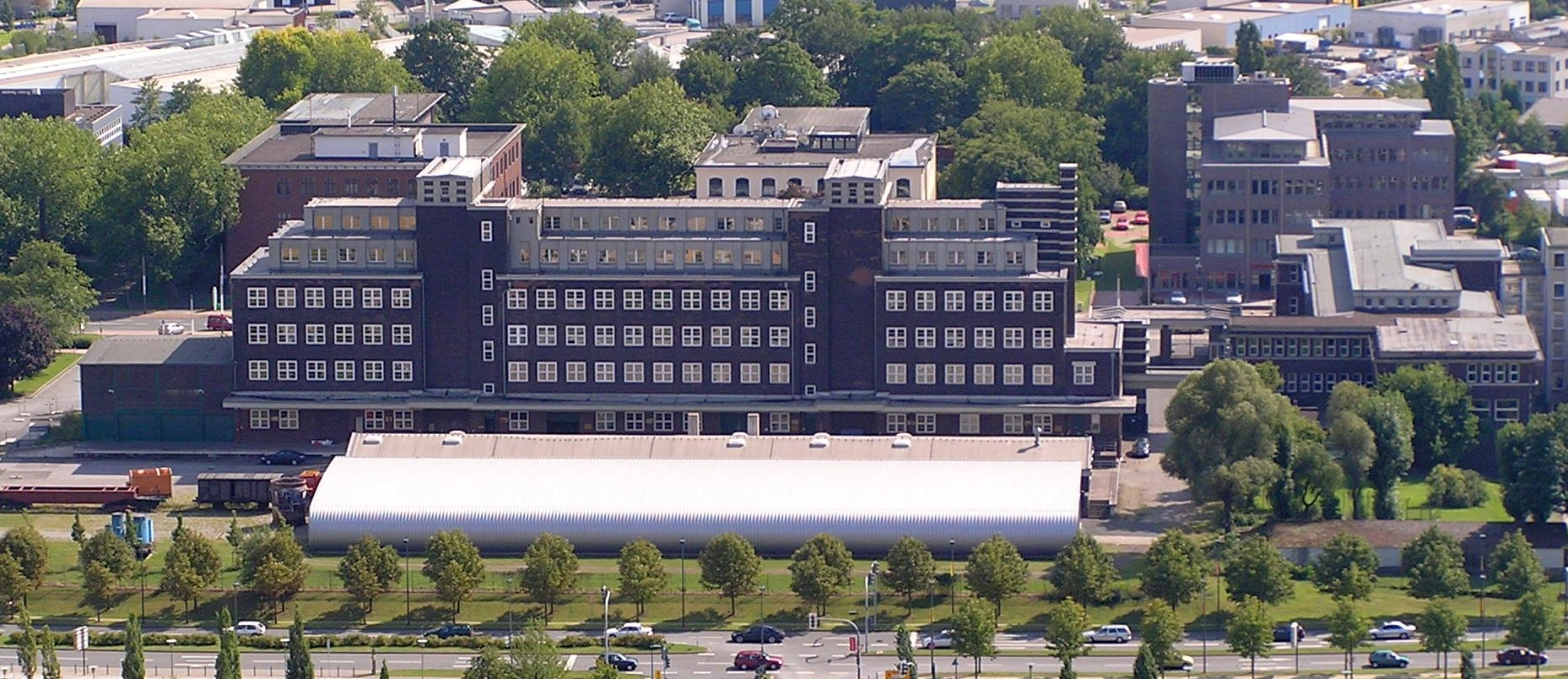
Gutehoffnungshüttes huvudlager i Oberhausen, uppfört 1925.

Peter Behrens, född 14 april 1868 i Hamburg, Tyskland, död 27 februari 1940 i Berlin, var en arkitekt.
Han var ursprungligen målare, men blev före första världskriget skapare av en modern saklig industriarkitektur och modern industridesign. Han är särskilt känd som medgrundare av Deutscher Werkbund och för hans omfattande uppdrag för AEG före första världskriget. Han anses var protoypen för en industridesigner och samtidigt uppfinnare av företagsdesign, då han för AEG skapade en överensstämmelse mellan företagets skilda produkter. Hans arkitekttbyrå spelade en särskilt roll då flera senare berömda arkitekter praktiserade där, bl.a. Walter Gropius, Ludwig Mies van der Rohe och Le Corbusier. Bland byggnader ritade av Behrens märks AEG:s turbinfabrik i Moabit i Berlin, ritad 1909. Han har också formgivit tunnelbanestationen Bernauer Strasse i Berlin.

## Biografi
Behrens föddes i en godsägarfamilj i Schleswig-Holstein. Han studerade vid Christianeum i Hamburg-Altona 1877-1882. Han studerade måleri vid konstakademierna i Karlsruhe, Düsseldorf och München. I München kom han i kontakt med jugendrörelsen. Han var med och grundade Münchner Sezession 1892 som han snart lämnade för att grunda Freie Vereinigung Münchner Künstler tillsammans med Max Slevogt och Lovis Corinth. Han intresserade sig nu också för konsthantverk och gjorde arbeten i glas och porslin. 
1899 började han verka vid Darmstädter Künstlerkolonie och nu får han ett intresse för arkitektur. Från 1902 var Behrens även kursledare vid Bayerisches Gewerbemuseum i Nürnberg. 1907 flyttade Behrens till Berlin för att verka som arkitekt. Han fick nu huvudansvaret för AEG:s design och corporate design. De kommande åren ledde han nästan alla grafiska arbeten från reklamprospekt, produktdesign till företagets byggnader. Han tog även fram företagets nuvarande logotyp. Under denna period delade Behrens ateljé med 
Walter Gropius, Ludwig Mies van der Rohe och Le Corbusier.
Bredvid AEG var Behrens fortsatt aktiv som arkitekt och byggde bland annat den egna bostaden i Babelsberg i Potsdam och en trädgårdsstad i Eppenhausen. Han gjorde också en insats som en av grundarna av Deutscher Werkbund. Han gjorde både utkast till projekt och tog på sig organisatoriska uppgifter. 
1921 började Behrens verka vid konstakademin i Düsseldorf. Hans sista verksamhetsår präglades av stadsbyggnad, framförallt i Berlin som under denna period växte snabbt och bland annat hade problem med trafikstockningar.
Behrens avled 27 februari 1940 av en hjärtattack i Berlin. Han ligger begravd på kyrkogården i Wilmersdorf.